# المصينعة (المخادر)

تعديل مصدري - تعديل

المصينعة هي إحدى قرى عزلة جبل عقد بمديرية المخادر التابعة لمحافظة إب، بلغ تعداد سكانها 3074 نسمة حسب تعداد اليمن لعام 2004.